# João Augusto de Saxe-Gota-Altemburgo
João Augusto de Saxe-Gota-Altemburgo (17 de fevereiro de 1704 - 8 de maio de 1767) foi um príncipe alemão, membro da Casa de Saxe-Gota-Altemburgo.
Foi o quinto filho, mas segundo sobrevivente do duque Frederico II de Saxe-Gota-Altemburgo e da princesa Madalena Augusta de Anhalt-Zerbst.

## Casamento e descendência
João Augusto casou-se no dia 6 de janeiro de 1752 em Stadtrona com a princesa Luisa Reuss de Schleiz, viúva do seu irmão mais novo, o duque Cristiano Guilherme. Tiveram os seguintes filhos:
1. Augusta de Saxe-Gota-Altemburgo (30 de novembro de 1752 – 28 de maio de 1805), casada com o príncipe Frederico Carlos de Schwarzburg-Rudolstadt; sem descendência.
2. Filho natimorto (11 de novembro de 1753).
3. Filho natimorto (27 de dezembro de 1754).
4. Luísa de Saxe-Gota-Altemburgo (9 de março de 1756 – 1 de janeiro de 1808), casada com o grão-duque Frederico Francisco I de Mecklemburgo-Schwerin; com descendência. Antepassada directa da actual Família Real Britânica.

## Genealogia
| João Augusto de Saxe-Gota-Altemburgo | Pai: Frederico II de Saxe-Gota-Altemburgo | Avô paterno: Frederico I de Saxe-Gota-Altemburgo | Bisavô paterno: Ernesto I de Saxe-Gota             |
| João Augusto de Saxe-Gota-Altemburgo | Pai: Frederico II de Saxe-Gota-Altemburgo | Avô paterno: Frederico I de Saxe-Gota-Altemburgo | Bisavó paterna: Isabel Sofia de Saxe-Altemburgo    |
| João Augusto de Saxe-Gota-Altemburgo | Pai: Frederico II de Saxe-Gota-Altemburgo | Avó paterna: Madalena Sibila de Saxe-Weissenfels | Bisavô paterno: Augusto de Saxe-Weissenfels        |
| João Augusto de Saxe-Gota-Altemburgo | Pai: Frederico II de Saxe-Gota-Altemburgo | Avó paterna: Madalena Sibila de Saxe-Weissenfels | Bisavó paterna: Ana Maria de Mecklemburgo-Schwerin |
| João Augusto de Saxe-Gota-Altemburgo | Mãe: Madalena Augusta de Anhalt-Zerbst    | Avô materno: Carlos de Anhalt-Zerbst             | Bisavô materno: João VI de Anhalt-Zerbst           |
| João Augusto de Saxe-Gota-Altemburgo | Mãe: Madalena Augusta de Anhalt-Zerbst    | Avô materno: Carlos de Anhalt-Zerbst             | Bisavó materna: Sofia Augusta de Holstein-Gottorp  |
| João Augusto de Saxe-Gota-Altemburgo | Mãe: Madalena Augusta de Anhalt-Zerbst    | Avó materna: Sofia de Saxe-Weissenfels           | Bisavô materno: Augusto de Saxe-Weissenfels        |
| João Augusto de Saxe-Gota-Altemburgo | Mãe: Madalena Augusta de Anhalt-Zerbst    | Avó materna: Sofia de Saxe-Weissenfels           | Bisavó materna: Ana Maria de Mecklemburgo-Schwerin |